# Ninja Commando
Ninja Commando est un jeu vidéo de type run and gun développé par ADK et édité par SNK en 1992 sur Neo-Geo MVS, sur Neo-Geo AES et en 1994 sur Neo-Geo CD (NGM 050),,.

## Héritage
En 2018, le film Commando Ninja fut partiellement inspiré du jeu-vidéo presque éponyme.

## Réédition
- Console virtuelle (Japon, Amérique du Nord, Europe)